# 第54装甲歩兵連隊 (人民解放軍陸軍)
第54装甲歩兵連隊（第54装甲步兵团）は、中国人民解放軍陸軍の連隊の1つ。西蔵軍区に所属する唯一の機械化部隊である。

## 歴史
- 1990年8月1日 - 自動車化歩兵連隊として創設。第13集団軍第149師から連隊本部と第1大隊、西蔵軍区から第2～第4大隊が編成された。当初の編制は、3個自動車化歩兵大隊、1個装甲歩兵大隊、5個直轄中隊だった。
- 1996年 - 自動車化歩兵大隊を装甲歩兵大隊に改編
- 2007年～2008年頃 - 第1大隊を戦車大隊に改編
- 2008年 - チベット騒乱の鎮圧に投入

## 編制
連隊は、4個装甲歩兵大隊、2個戦車大隊、1個砲兵連隊から成る。（）内は、中国語名。

### 連隊直属部隊
- 警戒・偵察中隊（警偵連）
- 教導隊
- 通信中隊（通信連）
- 化学防護中隊（防化連） - 工兵連と統合され工化営？
- 工兵中隊（工兵連） - 防化連と統合され工化営？
- 修理中隊（修理連） - 98式装軌式回収車装備
- 衛生隊
- 自動車中隊（汽車連）
- 100mm迫撃砲中隊（迫撃砲連） - 100mm迫撃砲 x 6門装備
- 25mm高射砲中隊（高砲連） - 連装25mm高射機関砲（車載） x 8門装備
- 対戦車ミサイル中隊（反坦克導弾連） - AFT-7対戦車ミサイル装備

### 第1戦車大隊
第1戦車大隊（坦克一営）は、3～4個戦車中隊から成り、96式戦車Aを30～40両装備する。旧第1歩兵大隊であり、2007年～2008年頃に戦車大隊に改編された。
- 第1戦車中隊
- 第2戦車中隊
- 第3戦車中隊
- ？中隊

### 第2装甲歩兵大隊
第2装甲歩兵大隊（装甲歩兵二営）は、3個装甲歩兵中隊と1個砲兵中隊から成る。38～40両の89式装甲輸送車を装備する。
- 第4装甲歩兵中隊
- 第5装甲歩兵中隊
- 第6装甲歩兵中隊
- 第2砲兵中隊 - 100mm迫撃砲を装備

### 第3装甲歩兵大隊
第3装甲歩兵大隊（装甲歩兵三営）は、3個装甲歩兵中隊と1個砲兵中隊から成る。38～40両の92式装輪歩兵戦闘車を装備する。
- 第7装甲歩兵中隊
- 第8装甲歩兵中隊
- 第9装甲歩兵中隊
- 第3砲兵中隊 - 100mm迫撃砲を装備

### 第4装甲歩兵大隊
第4装甲歩兵大隊（装甲歩兵四営）は、3個装甲歩兵中隊と1個砲兵中隊から成る。38～40両の89式装甲輸送車を装備する。
- 第10装甲歩兵中隊
- 第11装甲歩兵中隊
- 第12装甲歩兵中隊
- 第4砲兵中隊 - 100mm迫撃砲を装備